# یوزیف تاتیچ
یوزیف تاتیچ (صربی: Josif Tatić؛ ۱۳ مارس ۱۹۴۶ – ۸ فوریهٔ ۲۰۱۳) بازیگر اهل صربستان بود.
از فیلم‌ها یا برنامه‌های تلویزیونی که وی در آن نقش داشته‌است می‌توان به زیرزمین، زندگی یک معجزه است، برادران بلوم، عشق و سایر جرایم و پایان جنگ اشاره کرد.